# 2009-es ír labdarúgó-bajnokság (első osztály)
A 2009-es FAI League of Ireland Premier Division, vagy röviden FAI Premiership 2009. március 6-án 10 csapat részvételével indult és 2009. november 6-án fejeződött be. A Bohemians csapata megvédte bajnoki címét.

## Részt vevő csapatok
| A 2009-es ír nemzeti labdarúgó-bajnokság csapatai |                 |                  |                  |
| A csapat teljes neve                              | Vezetőedző      | Stadion          | Befogadóképesség |
| Bohemian FC                                       | Pat Fenlon      | Dailymount Park  | 8 030            |
| Bray Wanderers                                    | Eddie Gormley   | Carlisle Grounds | 6 500            |
| Cork City                                         | Paul Doolin     | Turner's Cross   | 6 772            |
| Derry City                                        | Stephen Kenny   | Brandywell       | 7 700            |
| Drogheda United                                   | Alan Mathews    | O2 Park          | 6 400            |
| Dundalk                                           | Sean Connor     | Oriel Park       | 13 600           |
| Galway United                                     | Ian Foster      | Terryland Park   | 8 000            |
| Shamrock Rovers                                   | Michael O’Neill | Richmond Park    | 5 340            |
| Sligo Rovers                                      | Paul Cook       | The Showgrounds  | 5 500            |
| St Patrick’s Athletic FC                          | Jeff Kenna      | Richmond Park    | 5 340            |

## A végeredmény
| #   | Csapat                | M  | GY | D  | V  | G+ – G– | GK  | P   | Megjegyzések                                   |
| --- | --------------------- | -- | -- | -- | -- | ------- | --- | --- | ---------------------------------------------- |
| 1.  | BohemiansCV, K (B)    | 36 | 24 | 5  | 7  | 62–21   | +41 | 77  | 2010–2011-es Bajnokok Ligája – 2. selejtezőkör |
| 2.  | Shamrock Rovers       | 36 | 21 | 10 | 5  | 51–27   | +24 | 73  | 2010–2011-es Európa-liga – 2. selejtezőkör     |
| 3.  | Cork City (K)         | 36 | 17 | 9  | 10 | 42–28   | +14 | 60  | A csapat megszűnt.2                            |
| 4.  | Derry City (K)        | 36 | 18 | 5  | 13 | 49–31   | +18 | 591 | First Division                                 |
| 5.  | Dundalk FCÚ           | 36 | 12 | 8  | 16 | 46–51   | −5  | 44  | 2010–2011-es Európa-liga – 1. selejtezőkör     |
| 6.  | Sligo Rovers          | 36 | 11 | 10 | 15 | 41–51   | −10 | 43  |                                                |
| 7.  | St Patrick's Athletic | 36 | 13 | 4  | 19 | 29–46   | −17 | 43  |                                                |
| 8.  | Galway United         | 36 | 12 | 6  | 18 | 36–57   | −21 | 42  |                                                |
| 9.  | Drogheda United       | 36 | 7  | 11 | 18 | 42–50   | −8  | 32  | Osztályzó                                      |
| 10. | Bray Wanderers        | 36 | 6  | 10 | 20 | 30–56   | −26 | 28  | Osztályzó                                      |

Forrás: A FAI Premiership hivatalos oldala (angolul) 
A rangsorolás alapszabályai: 1. összpontszám, 2. egymás elleni eredmények összpontszáma, 3. gólkülönbség, 4. szerzett gólok száma.
12009. november 7-én az Ír labdarúgó-szövetség felfüggesztette a Derry City csapatának élvonalbeli tagságát, mivel a klub egy második, nem hivatalos szerződést is kötött játékosaival, miszerint az elért 4. helyért külön díjazásban részesültek. A csapatot végül kizárták, és a másodosztályban folytatta.
2A Cork City 2010. február 22-én feloszlott, Európa-ligás helyét a Dundalk FC vette át, az osztályozót elbukóBray Wanderers pedig megtarthatta élvonalbeli tagságát.
(B): Bajnokcsapat, (K): Kieső csapat, (F): Feljutó csapat, (I): Kupainduló, (R): A rájátszás győztese, (KGY): Kupagyőztes

### Selejtezők
| 2009. november 10. |

| Drogheda United | 2–0 | Bray Wanderers |
| --------------- | --- | -------------- |
|                 |     |                |

| United Park, Drogheda |

| 2009. november 10. |

| Shelbourne | 1–2 | Sporting Fingal |
| ---------- | --- | --------------- |
|            |     |                 |

| Tolka Park, Dublin |

### Döntő
| 2009. november 13. |

| Sporting Fingal | 2–0 | Bray Wanderers |
| --------------- | --- | -------------- |
|                 |     |                |

| Morton Stadion, Dublin |

| 2009. november 16. |

| Bray Wanderers | 2–2 | Sporting Fingal |
| -------------- | --- | --------------- |
|                |     |                 |

| Carlisle Grounds, Bray |

A Sporting Fingal 4–2-es összesítéssel feljutott az élvonalba, míg a Bray Wanderers búcsúzott onnan.

## Kereszttáblák

### A szezon első fele
| Hazai \ Vendég1       | BOH | BWA | COR | DER | DRO | DUN | GAL | SHA | SLI | SPA |
| Bohemians             |     | 2–0 | 0–1 | 1–1 | 1–0 | 5–0 | 2–0 | 2–0 | 2–0 | 3–0 |
| Bray Wanderers        | 1–3 |     | 0–2 | 1–1 | 0–1 | 1–1 | 2–2 | 0–0 | 3–1 | 2–1 |
| Cork City             | 0–1 | 2–1 |     | 1–0 | 1–0 | 1–2 | 1–0 | 0–0 | 1–0 | 0–1 |
| Derry City            | 3–2 | 2–0 | 2–1 |     | 1–0 | 0–1 | 1–1 | 0–0 | 1–2 | 1–0 |
| Drogheda United       | 0–1 | 0–0 | 2–1 | 0–3 |     | 1–1 | 0–1 | 2–2 | 0–0 | 1–0 |
| Dundalk FC            | 0–1 | 3–0 | 1–2 | 1–0 | 3–0 |     | 1–0 | 0–1 | 0–2 | 0–1 |
| Galway United         | 0–2 | 3–0 | 0–2 | 0–3 | 1–1 | 1–0 |     | 1–3 | 0–0 | 2–1 |
| Shamrock Rovers       | 2–1 | 0–1 | 1–1 | 1–2 | 1–1 | 3–1 | 1–0 |     | 2–1 | 2–0 |
| Sligo Rovers          | 0–0 | 2–1 | 1–1 | 0–1 | 2–2 | 1–3 | 2–0 | 0–3 |     | 0–1 |
| St Patrick's Athletic | 3–1 | 1–1 | 0–3 | 0–3 | 2–1 | 2–0 | 0–3 | 1–2 | 2–2 |     |

Forrás: Az ír bajnokság hivatalos oldala (angolul) 
1A hazai csapatok a bal oldali oszlopban szerepelnek.
Színek: Zöld = hazai győzelem; Sárga = döntetlen; Piros = vendéggyőzelem.
 

### A szezon második fele
| Hazai \ Vendég1       | BOH | BWA | COR | DER | DRO | DUN | GAL | SHA | SLI | SPA |
| Bohemians             |     | 1–2 | 1–0 | 1–0 | 4–0 | 3–2 | 5–0 | 0–0 | 3–1 | 3–1 |
| Bray Wanderers        | 1–1 |     | 3–2 | 0–1 | 1–2 | 1–1 | 1–2 | 1–2 | 2–2 | 0–1 |
| Cork City             | 0–2 | 1–0 |     | 2–0 | 0–0 | 2–1 | 4–2 | 0–0 | 0–0 | 0–1 |
| Derry City            | 0–1 | 3–0 | 1–1 |     | 0–1 | 3–0 | 1–3 | 0–1 | 1–2 | 1–0 |
| Drogheda United       | 1–1 | 1–2 | 0–1 | 1–3 |     | 2–2 | 4–0 | 0–1 | 2–2 | 1–2 |
| Dundalk FC            | 0–2 | 0–0 | 1–0 | 1–2 | 4–2 |     | 3–0 | 2–4 | 2–2 | 0–0 |
| Galway United         | 0–2 | 3–1 | 2–2 | 3–1 | 0–2 | 0–3 |     | 0–1 | 1–0 | 2–1 |
| Shamrock Rovers       | 1–0 | 3–1 | 1–2 | 2–1 | 2–0 | 2–2 | 1–1 |     | 3–1 | 1–0 |
| Sligo Rovers          | 1–0 | 1–0 | 0–3 | 0–4 | 3–1 | 3–4 | 2–0 | 1–2 |     | 2–0 |
| St Patrick's Athletic | 0–2 | 2–0 | 1–1 | 0–2 | 1–0 | 1–0 | 1–2 | 1–0 | 0–2 |     |

Forrás: Az ír bajnokság hivatalos oldala (angolul) 
1A hazai csapatok a bal oldali oszlopban szerepelnek.
Színek: Zöld = hazai győzelem; Sárga = döntetlen; Piros = vendéggyőzelem.
 

## A góllövőlista élmezőnye
Utolsó frissítés: 2009. november 6., forrás Soccerway (angolul).
24 gólos
- Gary Twigg (Shamrock Rovers)

18 gólos
- Jason Byrne (Bohemians)

15 gólos
- Rafael Cretaro (Sligo Rovers)

12 gólos
- Chris Turner (Dundalk FC)

10 gólos
- Mark Farren (Derry City)

## Külső hivatkozások
- A FAI Premiership hivatalos oldala